# Pierre de Manchicourt
Pierre de Manchicourt (Béthune, c. 1510-Madrid, 5 de octubre de 1564) fue un compositor y maestro de capilla renacentista de la escuela francoflamenca.

## Vida
De Manchicourt nació en Béthune, actualmente en Francia, pero en la época formaba parte de los Países Bajos de los Habsburgo. Poco se sabe de sus primeros años de vida, aparte de que fue niño de coro en la Catedral de Arrás en 1525. En cuanto a su trayectoria profesional, lo que se conoce proviene de las portadas de sus publicaciones. En 1539 era director del coro en la Catedral de Tours; en 1545 era maestro de los infantes del coro en la Catedral de Tournai y ese mismo año fue nombrado maestro de capilla. Hacia 1556 ya era canónigo de Tournai. En 1556 era director de coro de la Catedral de Arrás.
En 1561 sucedió a Nicolas Payen en el magisterio de la Real capilla flamenca, en la corte de Felipe II, poco después del fallecimiento del maestro Payen el 24 de abril de 1559. Permanecería en el cargo el resto de su vida, hasta su fallecimiento el 5 de octubre de 1564.

## Obra
Al igual que muchos compositores de principios y mediados del siglo XVI, escribió predominantemente misas, motetes y chansons. Sus motetes son particularmente significativos ya que muestran las tres etapas separadas del desarrollo del motete de principios del siglo XVI, algo muy inusual de encontrar en la obra de un solo compositor. En sus primeros motetes se percibe la influencia de Ockeghem; en sus obras de época media, el estilo de imitación pareada de Josquin des Prez; y en sus obras tardías el refinamiento estilístico, las líneas melódicas bien elaboradas y la imitación penetrante recuerdan a Gombert.
Manchicourt es un excelente ejemplo de un compositor franco-flamenco que aprendió su oficio y arte en el norte de Europa y luego ayudó en la difusión del estilo viajando a otra región y componiendo e interpretando allí. El movimiento de estos muchos hábiles compositores fuera de Flandes y el norte de Francia creó lo que fue uno de los primeros estilos verdaderamente internacionales desde la difusión original del canto gregoriano durante el reinado de Carlomagno.
Falleció en Madrid y fue sucedido como maestro de capilla por Jean de Bonmarché.

### Grabaciones
- Manchicourt, Missa Cuidez vous que Dieu (The Brabant Ensemble, Stephen Rice (director)) en Hyperion CDA67604
- Manchicourt, Missa Veni Sancte Spiritus, Motetes, Chansons ( Huelgas Ensemble, Paul Van Nevel ) en Sony Classical SK 62694
- Manchicourt, Missa Reges terrae y Motets (El coro de St. Luke in the Fields, David Shuler (director)) en MSR Classics MS 1632
- Manchicourt, Missa de Requiem and 4 Motets (The Choir of The Church of the Advent, Boston, Edith Ho (directora)) sobre Arsis SACD 406
- Manchicourt, Missa Non conturbantur cor vestrum y 5 Motets (The Choir of the Church of the Advent, Boston, Edith Ho (directora) sobre Arsis SACD 400.
- Manchicourt, Missa Quo abiit dilectus tuus (Les Chanteurs De Saint-Eustache, RP Emile Martin (director)) en BAM Records (Éditions De La Boîte À Musique) LD 022
- Manchicourt, Missa Nisi Dominus (Egidius Kwartet & College) en Etcetera KTC 1415